# Чашниковы
Чашниковы — два древний дворянских рода, из Новгородских бояр.
В Гербовник внесены две фамилии Чашниковых:
1. Чашниковы, жалованные поместьями (1628) (Герб. Часть III. № 82)
2. Потомство сына боярского, Леонтия Семеновича сына Чашникова, переведенного из Владимира в Смоленск для службы (1659) и пожалован в Дорогобужском уезде поместьем (Герб. Часть VII. № 109)[2].

Согласно летописным свидетельствам, история родов этой фамилии восходит к середине XVII века.
Первый род Чашниковых записан был Губернским дворянским депутатским собранием в VI часть дворянской родословной книги Тверской губернии Российской империи и герб его был внесён в III часть Гербовника, страница 82.
Второй род Чашниковых был записан в VI часть дворянской родословной книги Смоленской губернии России и герб внесён был в VII часть Общего гербовника дворянских родов Всероссийской империи, страница 109.
Известны ещё несколько родов Чашниковых, более позднего происхождения.

## Описание герба

#### Герб. Часть III № 82.
Герб рода Чашниковых: щит разделен горизонтально на две части, из них в верхней части, в голубом поле, на правой стороне, в верхнем углу, изображено облако и под ним три серебряные звезды шестиугольные. В нижней части, в золотом поле, видна стрела, летящая диагонально к корню дерева, поставленного в правой стороне.
На щите дворянский коронованный шлем. Нашлемник: три страусовых пера. Намёт на щите голубой, подложенный золотом.

#### Герб. Часть VII. № 109.
Герб потомства Леонтия Семеновича Чашникова: щит разделен на четыре части, из которых в первой в золотом и красном полях изображен крест переменных с полями цветов (древний герб Волыни). Во второй, в голубом поле, горизонтально означен серебряный лук. В третьей, в голубом же поле, серебряная подкова шипами вниз (польский герб Ястршембец). В четвертой части, в серебряном поле, видна стрела, летящая вниз через красную зубчатую стену. Щит увенчан дворянским шлемом и короной. Намёт на щите красный, подложен серебром.

## Известные представители
- Чашников Пётр — воевода в Пронске (1651).
- Чашников Семён — дьяк (1658).
- Чашников Герасим Петрович — московский дворянин (1692).
- Чашников Иван Никифорович — дьяк (1713)[8][9].